# Burgruine Aschach
Die Burgruine Aschach ist eine abgegangene mittelalterliche Niederungsburg etwa 75 Meter südsüdöstlich der Ortskirche von Aschach (Hainlranger 5), einem Gemeindeteil der Gemeinde Freudenberg im Landkreis Amberg-Sulzbach in Bayern.

## Beschreibung
Die Burganlage lag auf einem kleinen, abgeplatteten Hügel zurückgesetzt am östlichen Talrand des Krumbaches. Der Hügel wird durch Steilabfall natürlich geschützt, nur die Ostseite musste durch einen Graben, der heute größtenteils verfüllt ist, geschützt werden.
Von der mittelalterlichen Burganlage zeugen nur noch wenige Mauerreste im Keller eines heutigen Gebäudes, die Reste eines Turmes der Burg wurden im Jahr 1862 abgebrochen.
Der Burgadel, die Herren von Aschach, wurden während des 12. Jahrhunderts genannt.
Heute ist die Ruine als Baudenkmal D-3-71-122-11 „Mittelalterliche Mauerreste“ sowie als Bodendenkmal D-3-6537-0005 „Archäologische Befunde im Bereich der mittelalterlichen Burgruine von Aschach“ vom Bayerischen Landesamt für Denkmalpflege erfasst.